# San Diego Clippers (NBA G League)
San Diego Clippers es el nombre de un equipo de la liga de desarrollo de la NBA (NBA G League), establecido en el Condado de San Diego, California. Su equipo de la NBA afiliado son Los Angeles Clippers. 

## Historia
Desde 2009 a 2014, Los Angeles Clippers han estado afiliados a los Bakersfield Jam antes de que estos se afiliaran con los Phoenix Suns. En diciembre de 2015, Doc Rivers, entrenador de Los Angeles Clippers, mencionó la necesidad de que los Clippers fueran dueños de su propio equipo de la NBA Development League.
En abril de 2017, se informó de que los Clippers estaban interesados en añadir un afiliado en la NBA Development League cercano a Ontario o Bakersfield para la temporada 2017-18. En mayo de 2017, se informó de que los Clippers se habrían instalado en Ontario y que el equipo podría tener el nombre de Agua Caliente Clippers.  El 15 de mayo, se anuncia oficialmente la creación de los Agua Caliente Clippers of Ontario.
El 11 de marzo de 2024 se anunció que los Clippers se mudarían a la ciudad de Oceanside, en el condado de San Diego, y cambiarían su nombre a San Diego Clippers, utilizando la antigua identidad de su filial de la NBA de 1978 a 1984.

## Afiliaciones
- Los Angeles Clippers (2017-presente)

## Trayectoria
| Agua Caliente Clippers |                   |                   |    |    |      |                                                  |  |
| 2017–18                | Pacific           | 5º                | 23 | 27 | .460 |                                                  |  |
| 2018–19                | Pacific           | 3º                | 26 | 24 | .520 |                                                  |  |
| 2019–20                | Pacific           | 3º                | 22 | 22 | .500 |                                                  |  |
| 2020-21                | Liga general      | 16º               | 5  | 10 | .333 | Temporada suspendida por la pandemia de COVID-19 |  |
| Temporada regular      | Temporada regular | Temporada regular | 76 | 83 | .493 |                                                  |  |
| Playoffs               | Playoffs          | Playoffs          | 0  | 0  | —    |                                                  |  |